# デボちゃん
デボちゃん（1992年8月3日 - ）は、韓国出身の記者、男性YouTuber。本名はチョ・デボム（曺大範、韓: 조대범）。Carry On所属。

## 来歴
1992年8月3日、韓国の釜山に生まれる。釜山映像芸術高等学校を経て、韓国の大学を卒業。
兵役を終えた後、24歳でアメリカのニューヨークへ留学。その際に日本人と知り合い、日本に興味を持ったことから、思い立って移住。当初は2年ほど日本に滞在する予定だった。
2018年9月、YouTubeチャンネル「韓国人先生デボちゃん」を開設し、日本でYouTuberとして活動を開始。
2019年7月10日、チャンネル登録者数が10万人を突破。同月、Kiiiに所属。
2022年10月から2023年まで、新大久保のカフェ「Scoop Coffee」でアルバイトとして勤務。
2023年8月、Carry Onへ移籍。
2024年4月5日、テレQの情報番組『丸山礼の○○サークル』にてテレビ初出演。7月21日、BS朝日の韓国エンタメ情報番組『ピミルの部屋』で番組DJを担当。
2024年9月2日、ECサイト「デボちゃんにお金をつかう人達のストア」を開設。
2024年9月、家庭の事情により釜山へ帰国。10月19日、新大久保にてオフ会『またね 私のデボちゃん』を開催。
2024年12月、韓国での非常戒厳の布告を受けて、親日派として知られる尹錫悦大統領を支持する姿勢を見せ、デモ活動に積極的に参加。

## 人物
- 3人兄弟の長男で、妹と弟がいる。弟は18歳年下で、名前はチョ・デスン[14]。
- 幼馴染のホジンが頻繁に動画に登場しており、2021年から自身もYouTuberとして活動している[12]。
- 日本に滞在していた2022年から2024年まで、フサオマキザルのぴえんちゃんを飼っていた[11][15]。

## 出演

### テレビ番組
- ピミルの部屋～心動く韓国エンタメ情報～（BS朝日、2024年7月21日） - DJ[8][9]

## 公演

### 単独イベント
- またね 私のデボちゃん（K-Stage O!、2024年10月19日）[12]